# Goniadidae

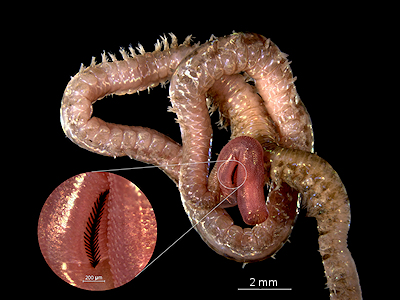
Goniadella bobrezkii

Goniadidae (лат.) — семейство кольчатых червей отряда Phyllodocida из подкласса Errantia класса многощетинковых.

## Описание
Морские придонные многощетинковые черви. Достигаю 760 мм в длину. Гониадиды — длиннотелые, активные, норовистые, хищные черви, характеризующиеся мускулистой глоткой с одной парой крупных челюстей и цепочкой более мелких челюстных элементов. Простомиум конический и кольцевидный, с четырьмя небольшими терминальными придатками. Параподии передние одночлениковые, задние двучлениковые, редко все одночлениковые. Нейрохеты составные, нотохеты простые.

## Систематика
Известно 8 родов и около 90 видов. Семейство было впервые описано в 1866 году.
- Bathyglycinde Fauchald, 1972[7] — 7 видов
- Glycinde Müller, 1858 — 14 видов
- Goniada Audouin & H Milne Edwards, 1833 — более 40 видов
- Goniadella Hartman, 1950 — 7 видов
- Goniadides Hartmann-Schröder, 1960
- Goniadopsis Fauvel, 1928
- Ophiogoniada Böggemann, 2005[8]
- Progoniada Hartman, 1965